# エクセルグランデ刈谷銀座タワー
エクセルグランデ刈谷銀座タワー（エクセルグランデかりやぎんざタワー）は、愛知県刈谷市銀座3丁目にある高層マンション。商業施設としての名称は銀座ツリープラス（ぎんざツリープラス）。刈谷市で最も高い建築物である。

## 特色
名鉄三河線 刈谷市駅の西側に広がる刈谷市の旧市街に位置する。地上28階、高さ約95.1m、総戸数は81戸。2016年（平成28年）に竣工した刈谷駅南口のAKARIYA（地上23階、高さ約82m、総戸数129戸）を上回り、刈谷市最高層の建築物となった。1階と2階にはデイサービス施設や保育所が入っている。
土地は定期借地権であり、借地期間は2080年3月31日までとされているため、2080年までには解体されることになっている。

## 沿革
この場所にはユニー刈谷銀座店があったが、1988年（昭和63年）に閉店し、2010年代には駐車場として使われていた。
刈谷市は市有地であるこの場所の開発について民間事業者から提案を募る公募型プロポーザルを実施し、刈谷市に本社を置く角文が代表を務める刈谷中町まちづくり共同事業体の提案が採択された。刈谷市は銀座3丁目・4丁目と寺横町5丁目の市有地6000平方メートルに、63年間の定期借地権を設定し、それを賃借する事業者が施設を整備運営することとなった。設計を手掛けたのは刈谷市出身の鵜飼哲矢事務所である。
2020年（令和2年）2月19日には再開発複合ビルの完工式が行われ、ビルを含めた敷地一帯が銀座ツリープラスと名づけられた。生鮮食品スーパー、商業テナント、認可保育園、高齢者向けデイサービス施設、医療機関、コミュニティスペースなどを備えている。3月にはマンションへの入居が開始された。

## 交通アクセス
- 名鉄三河線 刈谷市駅から徒歩で約5分。